# يو إف سي ليلة القتال: بورييه ضد بيتيس
يو إف سي ليلة القتال: بورييه ضد بيتيس (بالإنجليزية: UFC Fight Night: Poirier vs. Pettis)‏ هو حدث لفنون القتال المختلطة نظمته يو إف سي، أُقيم في 11 نوفمبر 2017، على مركز المؤتمرات تيد كونستانت في نورفولك، فرجينيا، الولايات المتحدة.